# Anxhela Peristeri
Anxhela Peristeri (ur. 24 marca 1986 w Korczy) – albańska piosenkarka.

## Życiorys
Urodziła się w albańskiej rodzinie wyznania prawosławnego w Korczy. Po ukończeniu szkoły średniej w Tiranie przeprowadziła się do Grecji. Opisując swoje życie w tym kraju stwierdziła, że doświadczyła rasizmu i dyskryminacji ze względu na jej albańskie pochodzenie.
W 2001 bez powodzenia wzięła udział z piosenką „Vetëm ty të kam” w 40. edycji Festivali i Këngës, ponadto wystartowała w krajowym konkursie o tytuł miss Albanii. W 2004 nakładem FAF Studio wydała swój debiutancki album studyjny pt. Për ju, który promowała singlami: „1001 djem” oraz „Ishe mbret”.
Pod koniec 2016 zadebiutowała na festiwalu Kënga Magjike z utworem „Genjështar”, z którym zajęła drugie miejsce w konkursowej rywalizacji. Rok później wygrała festiwal z utworem „E Çmëndur”. W grudniu 2019 ponownie wystąpiła na festiwalu, tym razem z utworem „Dikush i imi” zajęła trzecie miejsce. W październiku 2020 nadawca Radio Televizioni Shqiptar (RTSH) ogłosił wokalistkę jako jedną z 26 uczestników wybranych do udziału w 59. edycji Festivali i Këngës, do których zgłosiła z piosenką „Karma”. 23 grudnia 2020 zwyciężyła w finale festiwalu, dzięki czemu została reprezentantką Albanii w 65. Konkursu Piosenki Eurowizji organizowanym w maju 2021 w Rotterdamie. 20 maja wystąpiła w drugim półfinale konkursu i z dziesiątego miejsca awansowała do finału, który odbył się 22 maja. Zajęła w nim 21. miejsce po zdobyciu 57 punktów w tym 35 pkt od telewidzów (16. miejsce) i 22 pkt od jurorów (20. miejsce)..

## Dyskografia

### Albumy
| Rok  | Dane dot. albumu                                           |
| ---- | ---------------------------------------------------------- |
| 2004 | Për ju - Wydany: 2004 - Wytwórnia: FAF Studio - Format: CD |

### Single
| Rok                                                | Tytuł                                        | Pozycja na liście | Album  |
| Rok                                                | Tytuł                                        | ALB               | Album  |
| -------------------------------------------------- | -------------------------------------------- | ----------------- | ------ |
| 2001                                               | „Vetëm ty të kam”                            | –                 | ―      |
| 2004                                               | „1001 djem”                                  | –                 | Për ju |
| 2004                                               | „Ishe mbret”                                 | –                 | Për ju |
| 2005                                               | „Hej ti”                                     | –                 | ―      |
| 2005                                               | „Sonte dridhuni” (feat. Big Man)             | –                 | ―      |
| 2014                                               | „Femër mediatike”                            | –                 | ―      |
| 2014                                               | „Ai po ikën”                                 | –                 | ―      |
| 2015                                               | „Bye Bye” (feat. Marcus Marchado)            | –                 | ―      |
| 2015                                               | „Ska si ne” (& Aurel, Blerina i Erik Lloshi) | –                 | ―      |
| 2015                                               | „Si po jetoj”                                | –                 | ―      |
| 2016                                               | „Llokum” (feat. Gold AG and Labi)            | –                 | ―      |
| 2016                                               | „Genjështar”                                 | –                 | ―      |
| 2017                                               | „Qesh” (& Aurel Thëllimi)                    | –                 | ―      |
| 2017                                               | „I joti”                                     | –                 | ―      |
| 2017                                               | „E Çmëndur”                                  | –                 | ―      |
| 2018                                               | „Insanely in Love” (feat. Kastriot Tusha)    | –                 | ―      |
| 2018                                               | „Shpirti ma di”                              | 73                | ―      |
| 2018                                               | „Pa mua”                                     | 74                | ―      |
| 2019                                               | „Muza ime” (& Mateus Frroku)                 | –                 | ―      |
| 2019                                               | „Maraz”                                      | –                 | ―      |
| 2019                                               | „Shpirt i bukur”                             | 82                | ―      |
| 2019                                               | „Dikush i imi”                               | –                 | ―      |
| 2020                                               | „Ata” (& Sinan Vllasaliu)                    | 100               | ―      |
| 2020                                               | „Dashni”                                     | –                 | ―      |
| 2020                                               | „Lujta”                                      | –                 | ―      |
| 2021                                               | „Karma”                                      | –                 | ―      |
| „–” oznacza, że singel nie był notowany na liście. |                                              |                   |        |